# Neilupotamon papilionaceum
Neilupotamon papilionaceum is een krabbensoort uit de familie van de Potamidae. De wetenschappelijke naam van de soort is voor het eerst geldig gepubliceerd in 1975 door Dai, Song, He, Cao, Xu & Zhong.